# Редакционные метрики
Редакционные метрики – это онлайн-сервисы, предназначенные для анализа эффективности интернет-изданий, поведения пользователей на сайтах онлайн-СМИ и других медиапроектов.
Редакционные метрики, в первую очередь, позиционируют себя как сервис для журналистов, редакторов и издателей, однако они могут быть полезны и другим сетевым проектам, которые занимаются производством контента.

## Название
Термин «редакционная метрика» встречается в учебнике «Как новые медиа изменили журналистику». Также его активно использует компания Mail.Ru Group, рассказывая о своем проекте «Медиатор» и отраслевые издания.
Тем не менее, помимо названия «редакционные метрики», встречаются и другие определения: «инструмент аналитики внимания», «платформа для контент-анализа», «сервис редакционной аналитики».

## Отличие от маркетинговых метрик
Маркетинговые метрики (то есть классические сервисы веб-аналитики, например, Яндекс. Метрика и Google Analytics) измеряют посещаемость, особенности аудитории и конверсию сайта и интернета рекламычач. По мнению медиаменеджеров, маркетинговые метрики в контент-проектах работают недостаточно эффективно.
Маркетинговые метрики дезориентируют. Количество материалов не равно клёвым материалам. Количество просмотров — это успехи маркетинговой команды.Сергей Паранько, редакционный директор медиапроектов Mail.Ru Group
Маркетинговые метрики не рассказывают, что происходит с пользователем, когда он приходит на страницу интернет-издания. Даже если пользователь попадает нопубликованныйапщимамгрЯразу закрывает отката, просмотр засчитывается, хотя по факту пользователь не прочитал опубликованный материал, и свою историю издание ему не рассказало.
Редакционные метрики же показывают, как пользователь читает материал: на чем задерживает внимание, что пролистывает и в какой момент уходит.
Также редакционные метрики, чаще всего, являются платными сервисами, в то время как самые популярные маркетинговые метрики (Яндекс. Метрика, Google Analytics, Рейтинг@Mail.Ru) – бесплатны.

## Показатели
Редакционные метрики считают следующие показатели:
- Воронка доскроллов[5]
- Время чтения[5]
- Конверсия в прочтения[5]
- Мониторинг материала в режиме реального времени[5]
- Количество просмотров материала[12]
- Количество репостов материала в социальных сетях[12]
- Количество просмотров из соцсетей[12]
- Количество просмотров из поиска[12]
- Частота визитов[13]
- Источники трафика[13]
- Распределения девайсов[13]

## Популярные сервисы
1. Chartbeat – американский сервис, был запущен в 2009 году как инструмент для веб-аналитики в режиме реального времени[14]. Сервис используют более 50 тысяч сайтов в 60 странах[15].
2. Медиатор – проект российской компании Mail.Ru Group, был представлен в 2016 году, чтобы с его помощью медиа могли «оценить эффективность инвестиций в контент и найти действительно работающие форматы, позволяющие превратить посетителей в вовлеченных читателей».
3. Parse.ly Dash - проект американской компании Parse.ly, выпускающей сервисы веб-аналитики и оптимизации контента для интернет-изданий. Parse.ly Dash был запущен в 2012 году.
4. .io analytics - сервис редакционной аналитики созданный компанией .io. Партнерами сервиса являлись такие издания, как Business Insider, Рамблер, Vogue, Elle, De Telegraaf[16].

## Применение редакционных метрик в онлайн-СМИ
Редакционные метрики используют крупные интернет-издания, как в России («Мел», «Аргументы и Факты»). Так и за рубежом (Sky, Bloomberg, The Wall Street Journal).
Руководитель службы продвижения, социальных сетей и анализа аудитории издания «Аргументы и Факты» Марина Мишнова говорит, что редакционная метрика «помогает ответить на главный вопрос каждого интернет-СМИ — «Чего хотят пользователи прямо сейчас?»
«Одна из важных функций … в том, что он позволяет выработать у сотрудников полезные привычки в работе с режиссурой сайта и обвязками материалов.
…
Он требует глубоко погружения, непрерывного наблюдения и быстрых действий со стороны сотрудников».Марина Мишнова
Главный редактор издания «Мел» Никита Белоголовцев в интервью сайту «Планерка» рассказывал, что редакционная метрика дает более точные представления об источниках трафика.
Мы узнали о появлении Дзена раньше, чем он анонсировался. Мы пользуемся сервисом редакционной аналитики Onthe.io. Это классные ребята, в каждом интервью их советую, с ними жизнь лучше. И, собственно, трафик из Дзена мы видели примерно с конца прошлого года.

Он планомерно рос, к моменту официальной презентации Дзена мы видели довольно серьёзный трафик оттуда, он в гугл-аналитике считался прямым. Все ходили по рынку и радовались: «Вау, у нас вырос прямой трафик». А потом — раз, и после презентации он ушёл в реферальный, и все загрустили.Никита Белоголовцев
Элементы редакционных метрик используются и в системах аналитики крупных социальных сетей, агрегаторов и хостингов. Например, показатель «дочитывания» материала есть в сервисе персональных рекомендаций Яндекс. Дзен. Аналогичные метрики просматриваемости видео есть в статистике видеохостинга YouTube.